# Lisbet Holst
Lisbet Holst, född 6 oktober 1945 i Lindesbergs församling, är en svensk översättare. Holst har översatt över 200 engelskspråkiga titlar till svenska sedan 1986, däribland fantasyserien Artemis Fowl.